# Hải Dương (stad)
Hải Dương is een stad in Vietnam en is de hoofdplaats van de provincie Hải Dương.
Hải Dương telt naar schatting 58.000 inwoners. De stad heeft een eigen spoorwegstation en is daarmee aangesloten op de Spoorlijn Hanoi - Hải Phòng.